# Antoine Farran
Pour les articles homonymes, voir Farran.
Antoine Jean Farran est un homme politique français né le 23 septembre 1791 à Angers (Maine-et-Loire) et décédé le 11 août 1872 à Angers.

## Biographie
Négociant à Angers, il siège de 1829 à 1832 à la chambre des arts et manufactures d'Angers. En 1830, il est conseiller municipal, puis adjoint au maire et enfin maire d'Angers de 1837 à 1843. Il est aussi conseiller d'arrondissement en 1830 et conseiller général en 1842. Il est également député de Maine-et-Loire de 1837 à 1851, siégeant au centre gauche, avec le Tiers-Parti sous la Monarchie de Juillet puis à droite sous la Deuxième République.

## Sources
- « Antoine Farran », dans Adolphe Robert et Gaston Cougny, Dictionnaire des parlementaires français, Edgar Bourloton, 1889-1891 [détail de l’édition]